# ماثيو واينر
ماثيو هوفمان وينر (بالإنجليزية: Matthew Hoffman Weiner) (ولد في 29 يونيو 1965) وهو كاتب أمريكي، مخرج، منتج، ممثل ومؤلف. وهو أيضًا مبتكر المسلسل التلفزيوني الشهير رجال ماد ومسلسل (The Romanoffs). وهو معروفٍ أيضا بعمله كـ كاتب والمنتج التنفيذي لمسلسل (The Sopranos)، وقد كتب، وأخرج، وأنتج فيلم الكوميديا والدراما (Are You Here) في العام 2013.
فاز وينر بتسع جوائز إيمي، اثنتان عن مسلسل آل سوبرانو وسبع عن رجال ماد، بالإضافة إلى ثلاث جوائز Golden Globe عن مسلسل رجال مال الذي فاز بجائزة أفضل مسلسل درامي في جوائز إيمي لأربع سنوات متتالية (2008، 2009، 2010، 2011). كما فاز مسلسل آل سوبرانو (مع وينر كمنتج تنفيذي) بالجائزة نفسها مرتين في عامي 2004 و2007. في عام 2011، اختارته مجلة تايم تايم ضمن قائمتها السنوية كأحد «أكثر الأشخاص تأثيرًا في العالم».

## روابط خارجية
- ماثيو واينر على موقع IMDb (الإنجليزية)
- ماثيو واينر على موقع الموسوعة البريطانية (الإنجليزية)
- ماثيو واينر على موقع ألو سيني (الفرنسية)
- ماثيو واينر على موقع تيرنر كلاسيك موفيز (الإنجليزية)
- ماثيو واينر على موقع أول موفي (الإنجليزية)
- ماثيو واينر على موقع قاعدة بيانات الأفلام السويدية (السويدية)
- ماثيو واينر على موقع ديسكوغز (الإنجليزية)
- ماثيو واينر على موقع قاعدة بيانات الفيلم (الإنجليزية)
- ماثيو واينر على موقع كينوبويسك (الروسية)